# Болград
Болгра́д — місто в Одеській області, районний центр, розташоване на східному березі озера Ялпуг — найбільшого прісного озера України. Адміністративний центр Болградської міської територіальної громади і Болградського району. Відстань до обласного центру становить близько 242 км і проходить автошляхом E87, із яким збігається М15.
Неподалік від міста розташований пункт контролю на залізничній станції через молдовсько-український кордон Болград.

## Географія

### Клімат
Болград знаходиться у південній зоні помірного клімату: спекотне, посушливе літо та тепла зима.
| Клімат Болграда         | Клімат Болграда | Клімат Болграда | Клімат Болграда | Клімат Болграда | Клімат Болграда | Клімат Болграда | Клімат Болграда | Клімат Болграда | Клімат Болграда | Клімат Болграда | Клімат Болграда | Клімат Болграда | Клімат Болграда |
| Показник                | Січ.            | Лют.            | Бер.            | Квіт.           | Трав.           | Черв.           | Лип.            | Серп.           | Вер.            | Жовт.           | Лист.           | Груд.           | Рік             |
| Абсолютний максимум, °C | 10              | 17              | 21              | 26              | 30              | 35              | 36              | 35              | 32              | 26              | 23              | 16              | 36              |
| Середній максимум, °C   | 0               | 2               | 8               | 16              | 21              | 26              | 28              | 27              | 23              | 17              | 10              | 3               | 15              |
| Середня температура, °C | −3              | 0               | 4               | 10              | 15              | 20              | 22              | 21              | 17              | 12              | 6               | 0               | 10              |
| Середній мінімум, °C    | −6              | −2              | 0               | 5               | 10              | 15              | 16              | 15              | 11              | 7               | 3               | −2              | 6               |
| Абсолютний мінімум, °C  | −23             | −21             | −13             | −6              | 1               | 6               | 10              | 6               | 2               | −3              | −8              | −20             | −23             |
| Норма опадів, мм        | 30              | 30              | 30              | 30              | 50              | 50              | 40              | 20              | 30              | 20              | 30              | 40              | 470             |
| Днів з дощем            | 7               | 8               | 7               | 7               | 9               | 6               | 5               | 5               | 3               | 3               | 7               | 10              | 82              |
| ----------------------- | --------------- | --------------- | --------------- | --------------- | --------------- | --------------- | --------------- | --------------- | --------------- | --------------- | --------------- | --------------- | --------------- |
| Джерело: Weatherbase    |                 |                 |                 |                 |                 |                 |                 |                 |                 |                 |                 |                 |                 |

## Історія
Болград був заснований на місці болгарського поселення Табакі у 1821 році болгарами, які з дозволу російського уряду переселилися з Болгарії під владою Османської імперії до Російської імперії, як містечко Ізмаїльського повіту Бессарабської губернії.

Генерал Інзов Іван Микитович — генерал-лейтенант, намісник Бессарабії, головний попечитель і голова Комітету іноземних поселенців Південного краю Російської імперії, приймав тих, що тікали з османської неволі, під своє заступництво. Допомагав болгарським колоністам зберегти й збагатити свої традиції, культуру, релігію. З 1818 року й до кінця свого життя він був беззмінним головою Попечительського комітету про іноземних поселенців Південного краю Росії. Він виявив побажання: 
|  | щоб прах його по смерті покоївся в Болграді. |

21 травня 1828 року з міста під проводом російського імператора Миколи I вийшли війська на війну з Османською імперією за Дунай.

### Кримська війна та її наслідки
У 1853 році під час війни між Російською імперією і Османською імперією, у Болграді сформувався добровольчий полк під командуванням П. Громадова. Після Кримської війни 1853–1856 років за Паризьким мирним договором південна частина Буджака, у тому числі 40 болгарських і 83 гагаузьких колоній, відійшла до Молдавського князівства, що знаходилося під владою Османської імперії. Село Кубей стало російським прикордонним пунктом. Рятуючись від османської і австрійської поліції, в 1858 році у ньому жив зачинатель болгарської революційної поезії Георги Стойков Раковски. Саме в цей час він написав кілька віршів, зокрема «Затримка в Кубейському карантині» та «Спогади про минуле Болгарії».
Обіцянка зберегти привілеї і права, які болгари одержали від Російської імперії, була порушена молдавським урядом. В 1860 році уряд став вимагати рекрутів. Незадоволені болгари обрали депутацію від усіх сіл і направили її в Болград для переговорів з управителем колоніями. Приміщення гімназії, у якому близько 500 депутатів обговорювали питання про рекрутчину, оточили війська. Пролунали постріли, багатьох було поранено і вбито, протягом цілої доби тривала розправа над жителями, яка супроводжувалась мародерством і насильством. Кривава розправа викликала масову втечу болгар до Російської імперії. У 1861 році втікачі з Болграда заснували за 6 км від міста на території, що залишилася за Російською імперією, село Болгарійку.
60—70 роки XIX століття характерні новим піднесенням народного руху до визволення Болгарії від влади османів. У Болград приїздили відомі болгарські політичні діячі Георги Раковски, Любен Каравелов. У 1871 році тут жив болгарський поет-революціонер Христо Ботєв. Під його впливом 1872 року в гімназії утворився революційно-демократичний гурток. У 1876 році в місті почала виходити політична газета ліберального спрямування «Български глас».

### Знову під владою Російської імперії
У 1877 році розпочалася війна з Османською імперією. Багато жителів Болграда і сіл добровільно вступили до ополчення й брали участь у бойових діях. Понад 150 болградців загинули на полі бою за визволення своєї батьківщини. Внаслідок перемоги над Османської імперією Буджак за трактатом від 9 жовтня 1878 року був переданий Російській імперії. У той час спостерігався інтенсивний приплив і розселення болгар на територію, що історики назвали «Новою Болгарією».

### Перша Світова війна
Перша світова війна перервала мирну працю бессарабських болгар. Багато родин позбавилися годувальників. Різко зросло безробіття. У скрутному становищі опинилися жителі, що займалися сільським господарством — недоїмки склали 26 тис. карбованців. У районі Болграда нараховувалося 880 бідних селянських господарств, що орендували казенну землю.

### Під владою Королівства Румунія

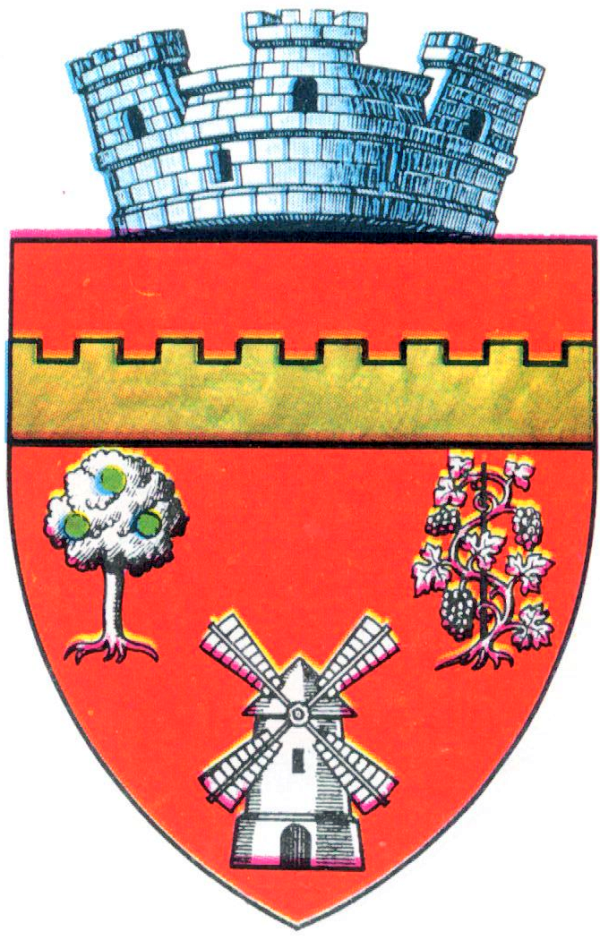
Міжвоєнний герб Болграду (прийнятий у 1925 році)

На початку січня 1918 року в Бессарабію вторглися війська Румунського королівства. У Болграді окупанти вчинили жорстоку розправу над жителями міста. Загарбники проводили політику насильницької румунізації краю. У Болграді закрили болгарські навчальні заклади, а вчителів А. Константинова, К. Агура, І. Мальчева, В. Пугачова та інших арештували. Почалося будівництво стратегічної шосейної дороги Болград — Ізмаїл.

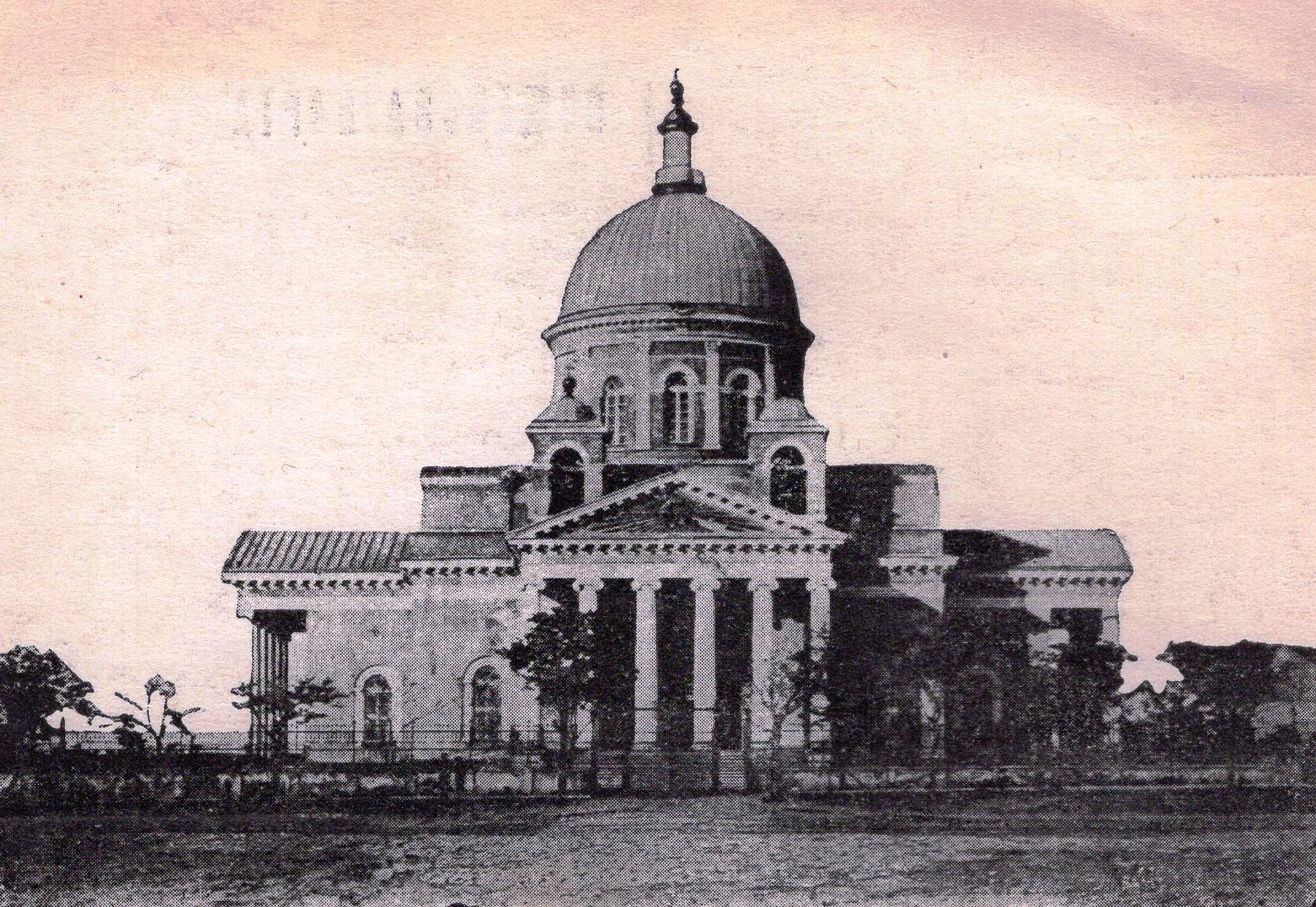
Міський собор у 1938 році

### Друга Світова війна
Радянський уряд 26 червня 1940 року вручив Румунськуму королівству ноту з вимогою повернути Бессарабію. 28 червня 1940 року вона задовольнила ультиматум. Місто з частиною Бессарабії з українським населенням ввійшло до складу Української РСР. У серпні 1940 року був створений Болградський район, у складі Ізмаїльської області. На території району почали організовуватися колгоспи. У листопаді 1940 року вийшов перший номер районної газети «Ленінський шлях». Поряд з існуючими стали працювати нові підприємства — цегельне, вапняне і гончарне виробництво, майстерні по фарбуванню вовни, сукна; шкіряний завод, слюсарні, столярні майстерні, горілчаний завод.
26 липня 1941 року Болград був окупований німецькими й румунськими військами. Вже 28 липня всіх чоловіків євреїв загнали в синагогу, після катувань вивели за місто і розстріляли. Почались масові реквізиції майна, пограбування. Три роки район перебував під владою ворогів. Почала діяти підпільна організація. Близько 600 жителів Болградщини боролися в лавах Червоної Армії. Майже усі нагороджені медалями й орденами. 24 серпня 1944 року до Болграду вступили радянські війська 31-го гвардійського стрілецького корпусу 46 армії 3-го Українського фронту.
В боях за визволення міста і району загинули і поховані у братській могилі Герой Радянського Союзу гвардії капітан М. В. Терещенко, гвардії підполковник І. І. Александров, старший сержант Д. К. Кутов, рядовий І. К. Недоступов та інші воїни. 7 листопада 1967 року на братській могилі відкрито монументальний обеліск Слави висотою 17 м.

### Післявоєнна розбудова
Після закінчення війни вже 1950 року відродження господарства цілком завершилося. Були відбудовані харчокомбінат, олійня, механічна майстерня, шкіряний і вапняний заводи. Відкрито готель, лазню, перукарню. Почали працювати лікарня, дитячий сад, ясла. На місці зруйнованого кінотеатру побудовано новий, відкрили Будинок культури, міський сад, стадіон.
На східній околиці міста Болград виріс цілий промисловий район: винозаводоуправління, маслосирозавод, хлібозавод, завод безалкогольних напоїв, авторемонтний завод. У центрі з кустарної артілі, заснованої у 1946 році, виросла швейна фабрика, яка працювала у три зміни.
Інтенсивно провадилось житлове будівництво. У навколишніх селах і місті виростали цегляні будинки, а в північній та східній частинах міста збудовані десятки багатоквартирних житлових будинків.

### Незалежна Україна
З 1969 року в місті дислокувалися підрозділи 98-ї гвардійської повітряно-десантної дивізії. Після розпаду СРСР і виведення 98-ї дивізії в Росію, на її базі в 1993 році була створена 1-а аеромобільна дивізія Збройних сил України. У 2002 році частину дивізії було передислоковано до Гвардійського у Дніпропетровській області. З 2003 по 2006 рік у Болграді дислокувалася 16-а механізована бригада ЗСУ. Після її розформування частина території та будівель бригади були передані прикордонній службі України.
12 червня 2020 року, відповідно до Розпорядження Кабінету Міністрів України від № 724-р «Про визначення адміністративних центрів та затвердження територій територіальних громад Одеської області», увійшло до складу Болградської міської територіальної громади.
19 липня 2020 року, в результаті адміністративно-територіальної реформи і ліквідації Болградського (1940—2020) району, місто увійшло до складу новоутвореного Болградського району.
11 вересня 2024 року виконавчий комітет Болградської міської ради прийняв рішення «Про демонтаж (вилучення) з публічного простору пам’ятників, пам’ятних знаків, їх окремих елементів, що містять символіку російської імперської політики в Болградській територіальній громаді».
28 травня 2025 року в Болградському ліцеї № 2 відбулось відкриття меморіальних дошок на честь чотирьох випускників закладу, які загинули, захищаючи Україну — Олександра Бортника, Артема Будяна, Сергія Дачева та Валерія Касапа.
1 серпня 2025 року  на виконання закону про деколонізацію, в місті Болград демонтовано пам’ятник Олександру Пушкіну, який визнано таким, що містить символіку імперської політики. 

## Населення
| 1897   | 1959   | 1970   | 1979   | 1989   | 2001   | 2025   |
| ------ | ------ | ------ | ------ | ------ | ------ | ------ |
| 12 300 | 14 053 | 17 345 | 17 152 | 18 093 | 17 353 | 14 811 |

### Національний склад
Основні етнічні групи Болграда за даними перепису 2001 року:
- Болгари — 45,50 %,
- Українці — 22,58 %,
- Росіяни — 22,51 %,
- Гагаузи — 3,34 %,
- Молдовани — 2,48 %.

### Мовний склад
Рідна мова населення за даними перепису 2001 року:
| Мова       | Чисельність, осіб | Доля     |
| ---------- | ----------------- | -------- |
| Українська | 2 377             | 13,92 %  |
| Російська  | 8 319             | 48,70 %  |
| Болгарська | 5 577             | 32,65 %  |
| Гагаузька  | 341               | 2,00 %   |
| Румунська  | 191               | 1,12 %   |
| Інше       | 277               | 1,61 %   |
| Разом      | 17 082            | 100,00 % |

## Визначні місця
Геометричне планування вулиць, прийняте при забудові, ділить місто на правильні квадрати, кожна поперечна вулиця Болграда виходить до берега озера.
У 2001 році Болград був включений до Списку історичних населених місць України, а у 2018 році отримав затверджений Мінкультом історико-архітектурний план з 28 об'єктами культурної спадщини, що перебувають на державному обліку.

### Болградський міський парк

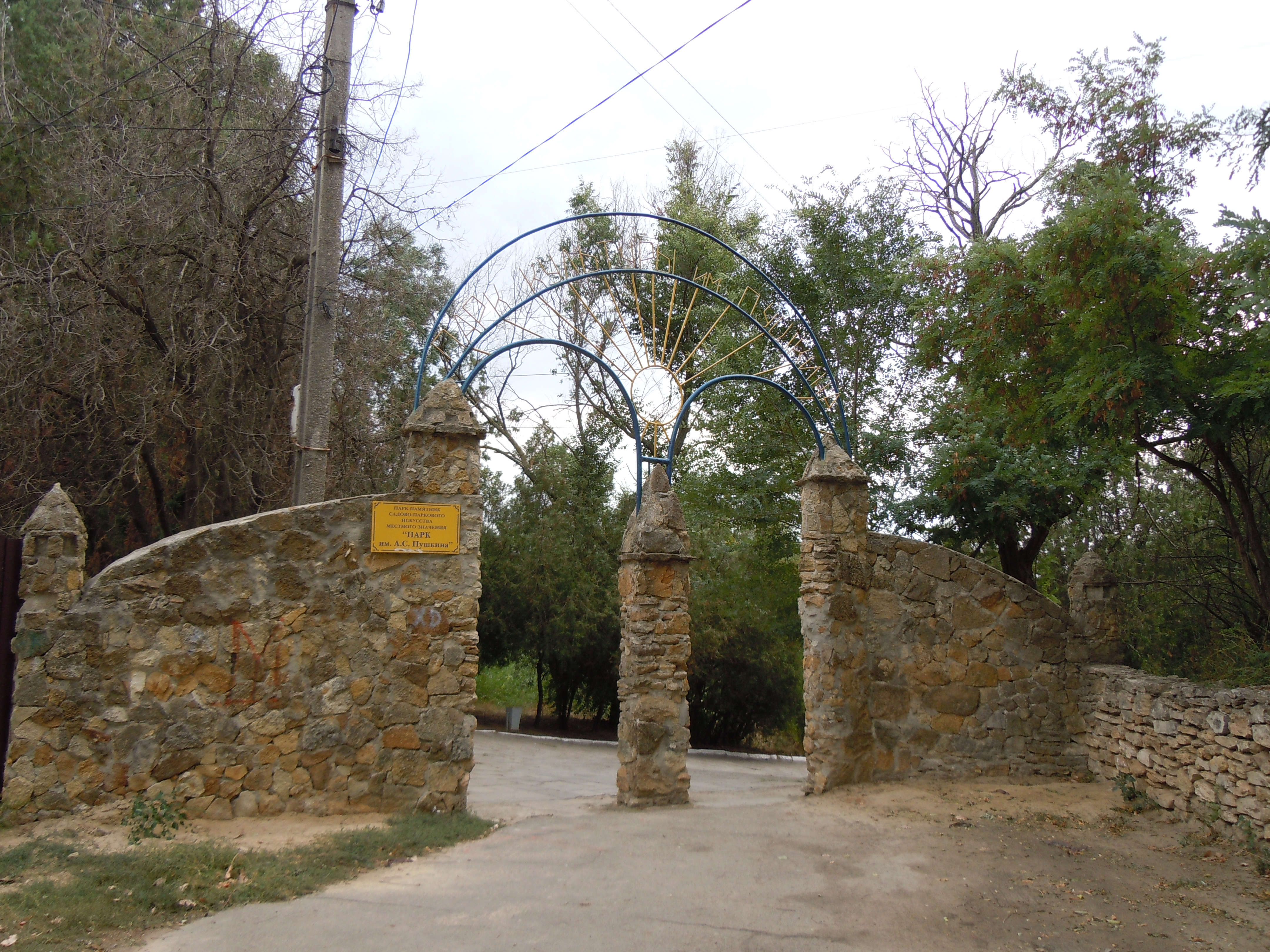
Головний вхід до парку

При плануванні міста було розбито парк-сад у балці на березі озера. Існує легенда, що гостем Болграда був російський письменник Олександр Пушкін. Він начебто з дозволу Івана Інзова, перебуваючи на засланні, відвідав місто.
За тією ж легендою Пушкін власноруч посадив дерево в міському саду, який начебто тут досі росте. У 1944 році на його честь було названо міський парк. Така назва протрималася до 2024 року, коли була усунена в межах кампанії деколонізації, спричиненої широкомасштабним російським нападом на Україну.

### Спасо-Преображенський собор

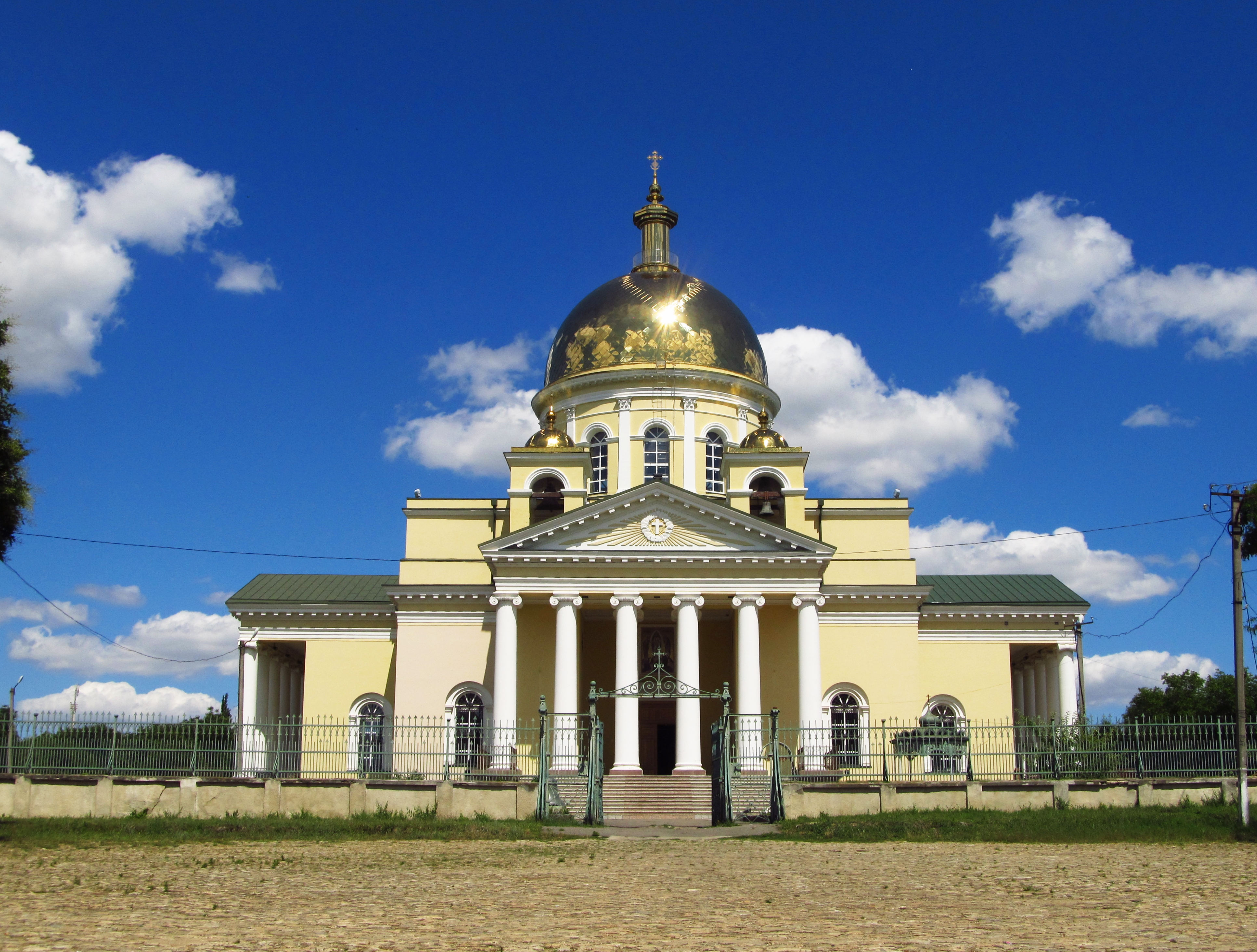
Спасо-Преображенський собор.

У 1833 році в Болграді розпочали будівництво кафедрального собору Святого Преображення Господнього, пам'ятника архітектури XIX століття. Будівництво велось майже 5 років. Завершене було в 1838 році. Його будівництво обійшлося болгарським переселенцям у 750 тис. рублів асигнаціями. Імператор Микола І подарував собору 12 дзвонів різного звучання і головний дзвін на храмову дзвіницю.
Хрещатий план, архітектурна ясність, простота і цілісність об'ємної будівлі, стриманість декоративного оздоблення, тонке почуття пропорцій свідчать про те, що його архітектор, Аврам Мельников (1784–1854) мав великий талант. Із 1831 року працював він ректором Академії мистецтв. Споруджено храм із місцевого будівельного матеріалу — черепашнику. Споруда витримана в стилі зрілого класицизму. Висота бані, яка оформлений коринфськими пілястрами, становить 50 м. Собор не має потреби у світловому ліхтарі, який би завершувала баня, що увінчана невисокою гладкою колоною, на якій встановлений на яблуці двометровий хрест. Перехід від бані до підніжжя колони облямований легкою металевою балюстрадою, подібною до балюстради, що йде уздовж цоколю на портиках. Силует бані — ледь витягнута вгору півсфера, яку за контрастом доповнюють малі куполи квадратної форми на дзвіницях. Уся чарівність цієї споруди — у виразності і гармонії архітектурних мас: колони портиків, аркові вікна, загороджені ажурними металевими ґратами, класичній карниз.
Просторове вирішення собору доповнює інтер'єр, розписаний у 1912–1914 роках І. Піскарьовим із синами в стилі романтизму (ескізи Васнєцова). У бані, відповідно до древньої православної традиції, зображений Спаситель-Вседержитель із хрестом і сувоєм у руках. На сувої надпис: {"Аз есмь путь и истина". У простінках вікон підбанного барабану — зображення дванадцяти апостолів, у вітринах — євангелістів. На стінах і склепіннях — сцени зі Старого і Нового Заповітів. Одночасно був вирізаний із дерева і вкритий листовим золотом іконостас головного вівтаря собору. З золотом поєднується срібне обрамлення шести ікон місцевого чину. Іконостаси бічних бокових вівтарів — північного, в ім'я Архістратига Михайла і південного, в ім'я Святого Івана Хрестителя відносяться до більш раннього часу. Біля північно-східного підбанного стовпа храму розміщена особливо шанована віруючими ікона Святого мученика Трифона. У правому боковому вівтарі міститься шанована Гербовецька ікона Божої Матері, у лівому — Святителя Миколи Чудотворця. Масивні за своїм масштабом розписи, узори і позолота відповідали масштабу архітектурних форм інтер'єру. Об'ємний простір покритий сферичним склепінням, на якому зображено Ісуса Христа з хрестом і Євангелієм. По стінах на весь розмір виконані сюжети біблейських історій: Різдво Христове, Преображення Господнє, Вознесіння Христа і обличчя святих угодників.
22 березня 2004 року відбулося освячення і підняття нового дзвону «Благовіст» на дзвіницю собору. 26 січня 2012 року під час виконання ремонтних робіт сталося займання. В результаті пожежі від вогню завалилася баня собору.

### Церква Святого Митрофана

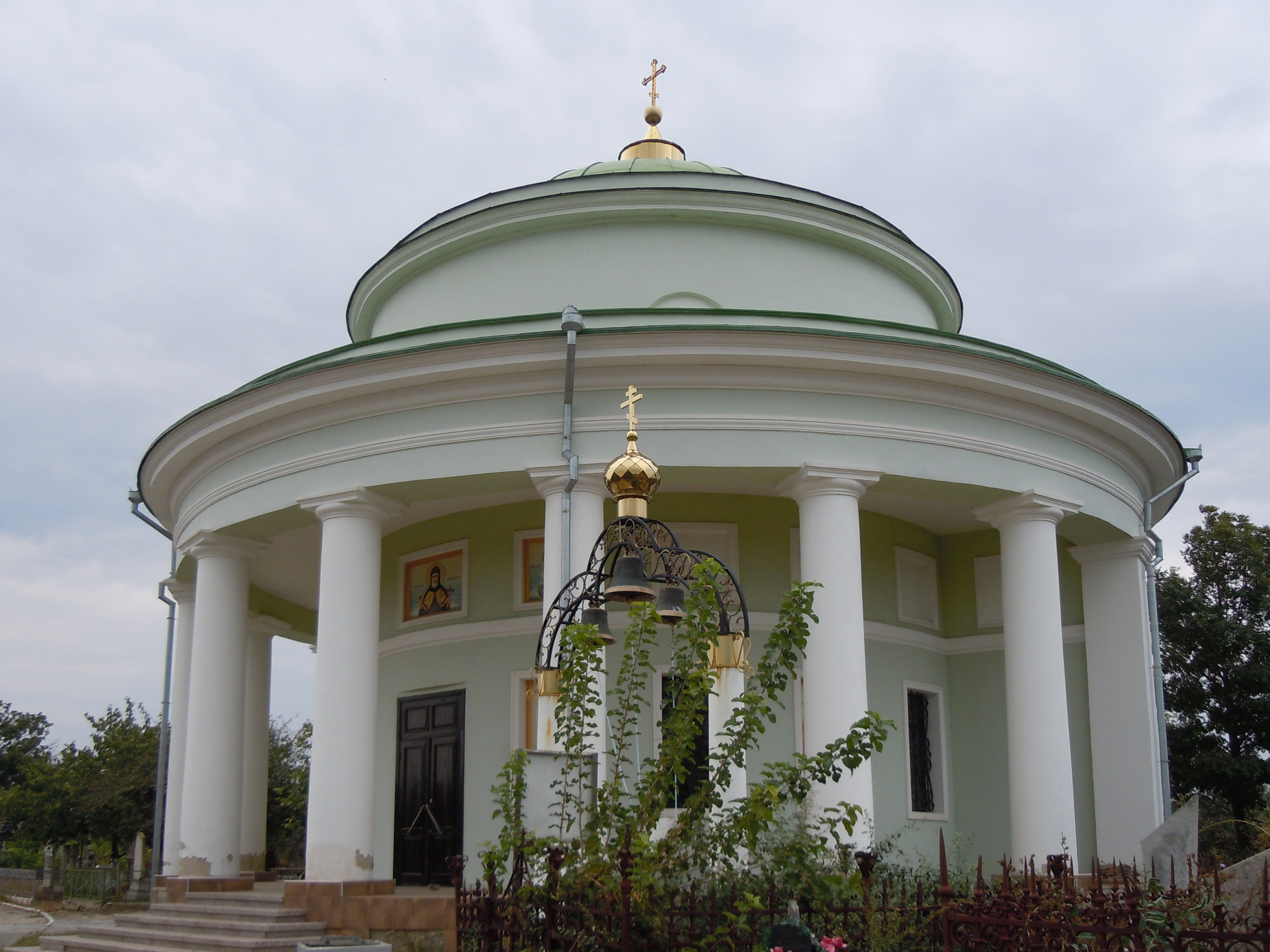
Церква Святого Митрофана

29 червня 1843 року відбулась закладка першого каменя кладбищенської церкви Святого Митрофана, кошти на яку збирали усім миром, усі поселенці. У 1844 році церква була збудована, на освячення приїхав уже розбитий хворобою сам генерал Інзов. У травні 1845 року генерал помер в Одесі і був похоронений на центральному міському кладовищі. В листопаді 1846 році болгари власноруч перенесли останки улюбленого генерала до Болграда (230 км). Від Спасо-Преображенського кафедрального собору до церкві Святого Митрофана його проводжали більше 10 тисяч жителів Болграда і сусідніх колоній. Останні 500 м болгари несли прах генерала Інзова навколішках. На надгробку викарбувані такі слова: «Він дав переселенцям нове життя і нову Батьківщину».

### Свято-Миколаївська церква

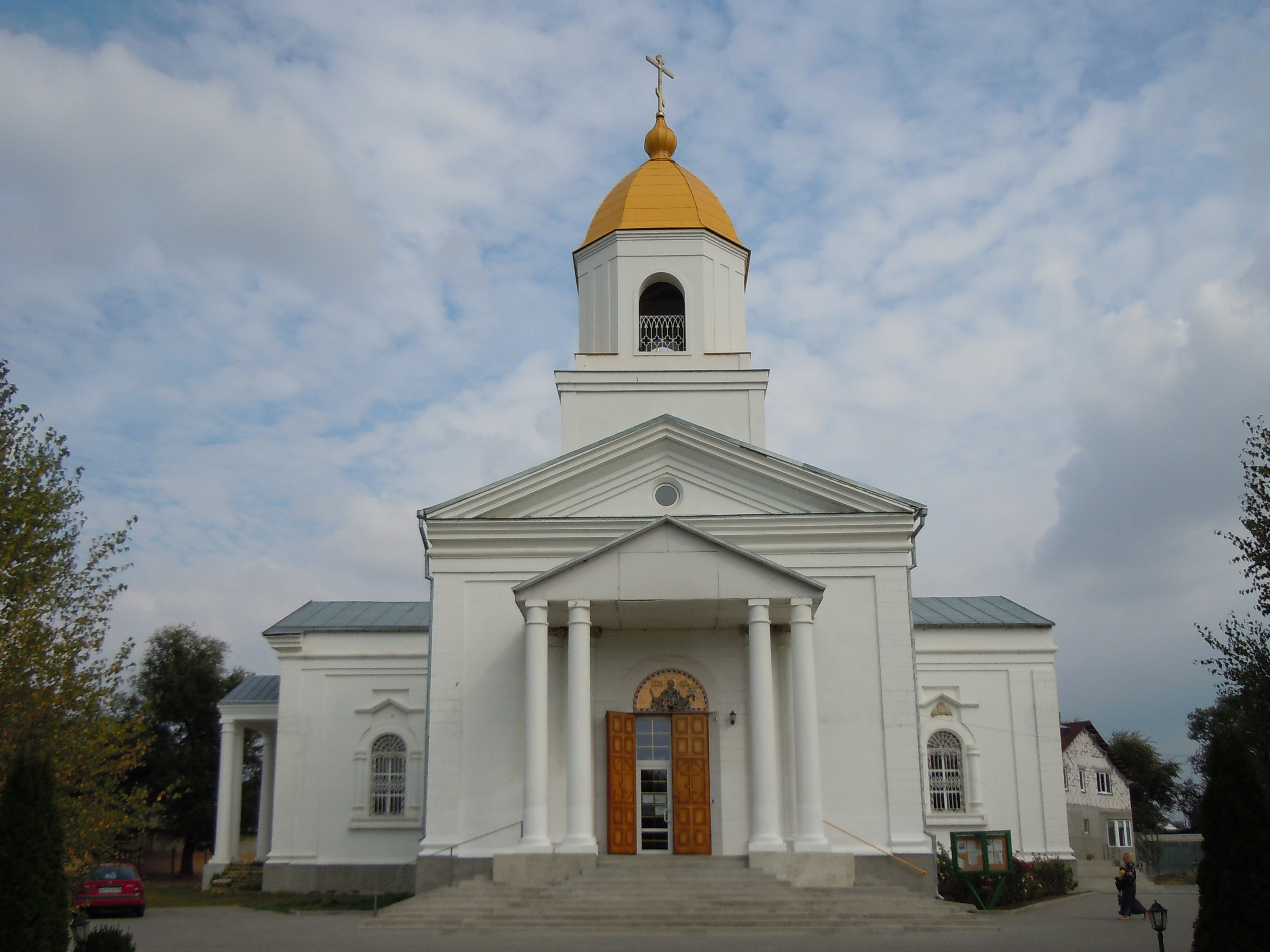
Свято-Миколаївська церква

Свято-Миколаївська церква — споруда болгарської православної церкви в ім'я Святого Миколи, була збудована у 1881 році в центрі міста на основі креслень архітектора Тона на кошти парафіян і освячена 24 травня того ж року. Була діючою до 50-х років ХХ століття. За час свого існування будинок церкви переніс кілька сильних землетрусів, останній з них був у 1987 році. Свято-Миколаївська церква — зразок болгарського православного храму.

### Пам'ятники
| Назва                               | Дата встановлення | Розташування                                                                                        | Фото           | Джерело |
| ----------------------------------- | ----------------- | --------------------------------------------------------------------------------------------------- | -------------- | ------- |
| Пам'ятник Тарасу Шевченку           | 2017              | просп. Соборний, 148 45°40′46″ пн. ш. 28°36′43″ сх. д. / 45.6795804° пн. ш. 28.6119693° сх. д.      | Фото 2024 року |         |
| Пам'ятник загиблим десантникам      | 1990              | пл. Данила Крижанівського 45°40′36″ пн. ш. 28°36′46″ сх. д. / 45.6767633° пн. ш. 28.6127603° сх. д. | Фото 2014 року | [ 11 ]  |
| Пам'ятник болгарським ополченцям    | 20 жовтня 2012 р. | Комсомольський Парк 45°40′36″ пн. ш. 28°36′32″ сх. д. / 45.6767633° пн. ш. 28.6088121° сх. д.       | Фото 2014 року | [ 12 ]  |
| Бюст Георгія Раковського            |                   | пл. Данила Крижанівського 45°40′31″ пн. ш. 28°36′53″ сх. д. / 45.6753001° пн. ш. 28.6146579° сх. д. | Фото 2014 року |         |
| Пам'ятник генералу Інзову           |                   | вул. Інзовська, 170а 45°40′37″ пн. ш. 28°36′58″ сх. д. / 45.677034° пн. ш. 28.616137° сх. д.        | Фото 2014 року |         |
| Пам'ятник захисникам України        |                   | пл. Данила Крижанівського 45°40′38″ пн. ш. 28°36′48″ сх. д. / 45.6773486° пн. ш. 28.6133819° сх. д. | Фото 2024 року |         |
| Пам'ятник воїнам-інтернаціоналістам |                   | пл. Данила Крижанівського 45°40′39″ пн. ш. 28°36′53″ сх. д. / 45.6774355° пн. ш. 28.6147045° сх. д. | Фото 2024 року |         |

### Колишні пам'ятники
| Назва                   | Дати              | Розташування                                                                                       | Фото           | Джерело      |
| ----------------------- | ----------------- | -------------------------------------------------------------------------------------------------- | -------------- | ------------ |
| Пам'ятник О. С. Пушкіну | 1998 — 01.08.2025 | Болградський міський парк 45°40′04″ пн. ш. 28°36′33″ сх. д. / 45.6678275° пн. ш. 28.609287° сх. д. | Фото 2024 року | [ 13 ] [ 5 ] |

## Освіта
Порівняно швидке економічне піднесення та розвиток деяких ремесел і торгівлі обумовили потребу в письменних людях. У 1839 році головне управління колоніями, що перейшло в підпорядкування міністерства державного майна, запропонувало відкрити в усіх болгарських колоніях початкові школи, а в Болграді, крім початкової, землемірне училище, яке проіснувало до 1848 року. У Болградській початковій школі в 1853 році навчалося близько 200 дітей. Учитель і його помічник були німці, тому в 1854 році болградці запросили стати вчителями болгар І. С. Іванова і С. Радулова.

### Гімназія імені Кирила і Мефодія

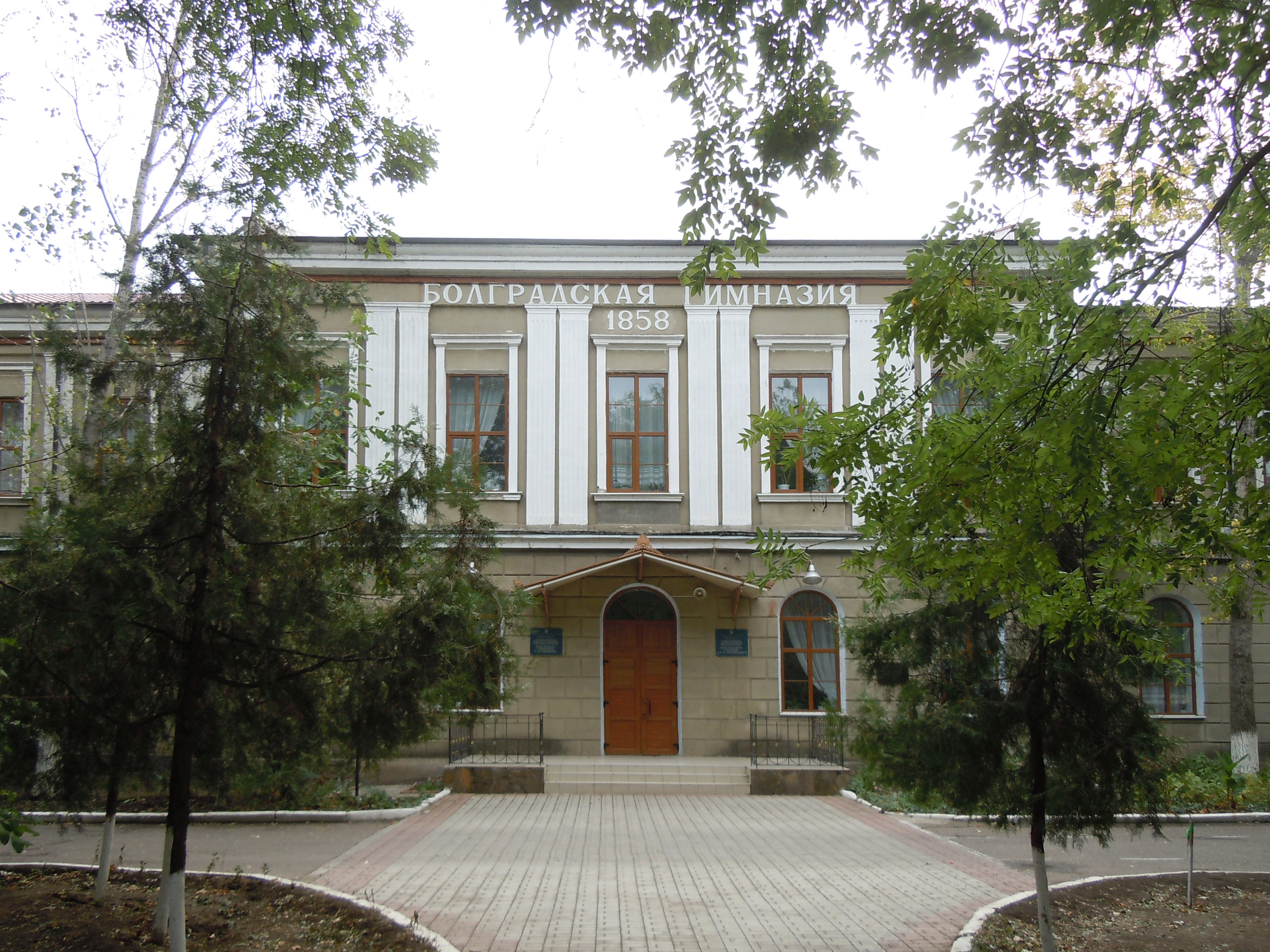
Болградська гімназія

У 1858 році в місті відкрилось училище, яке згодом, 1 травня 1859 року, було реорганізовано у гімназію імені Кирила і Мефодія. Першим директором гімназії став болгарський вчитель Савва Радулов. У 1878 році в ній вчителювало 50 осіб. Відповідно до навчального плану в гімназії вивчали болгарську, румунську, латинську, слов‘янську, французьку, німецьку мови, історію, астрономію, малювання. Керівництво гімназії приділяло велику увагу питанням сімейного виховання. Це був перший болгарський середній загальноосвітній заклад, вона перетворилася на культурно-освітній центр болгарського відродження. В її друкарні видавалися підручники, журнали, газети та інша література. Відомі вихованці: академік Олександр Теодоров-Балан, професор історії Георгі Дерманчев, полковник Георгі Янков (фольклорист), перший хоровий диригент Ніколас Ніколаєв, засновники болгарської опери Драгомір Казаков і Іван Вулпе, лікар Д. М. Начев.

### Жіноча гімназія

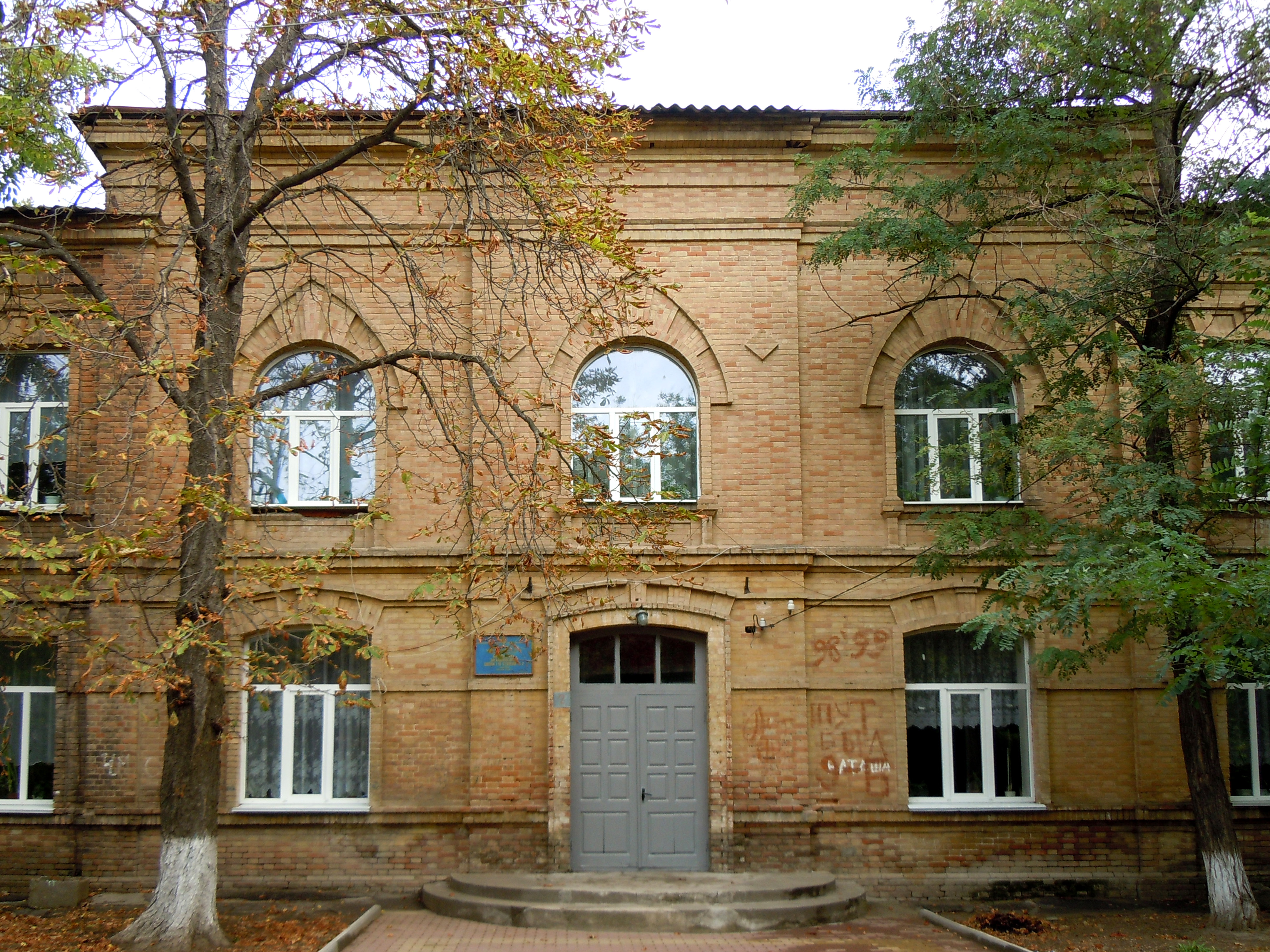
Будівля колишньої жіночої гімназії

У 1847 році в місті було відкрито жіноче училище. В ньому навчалися дівчата із багатих і знатних сімей. Вивчали Закон Божий, російську мову, математику, французьку та німецьку мови, географію, історію, чистописання, болгарську мову. Навчались тут дівчата не тільки з Болграда. З 1877–1878 років було реорганізовано в гімназію. Першою директоркою жіночої гімназії була мадам Поль. У 1856 році, після поразки Росії в Кримській війні південь Бессарабії перейшов до Молдовського князівства. З навчального плану вилучили російську мову, і навчання велося румунською мовою з обов'язковим її вивченням. Після повернення Бессарабії під протекторат Росії при жіночій гімназії відкривається педагогічний клас. Одними з перших директорів Болградської жіночої гімназії були Денисова, Жадовська, Бариновська.

## Медицина
До 1940 року в Болградському районі було 2 невеличких лікарні на 15 ліжок, а в самому Болграді — лікарня на 25 ліжок і амбулаторія. На державні кошти утримувалось лише 2 лікарні. Після приєднання до СРСР, відкрились стаціонарні лікувальні багатопрофільні установи на 50 чоловік, дитяча і жіноча консультації, диспансер шкіряних хвороб, санепідемстанція, 6 клінічних і серологічна лабораторії, 5 рентген-кабінетів, 6 фізіотерапевтичних кабінетів, станція швидкої допомоги. При районній лікарні, яку очолював досвідчений лікар-хірург Д. М. Гіндентулер було створено методичний кабінет на громадських засадах, якій надавав консультації дільничним лікарям. За короткий час дитяча смертність зменшилась у 10 разів, а загальна — у 3 рази. Населення обслуговувало 54 лікарів і 187 медсестер і фельдшерів.

## Культурні заходи та фестивалі

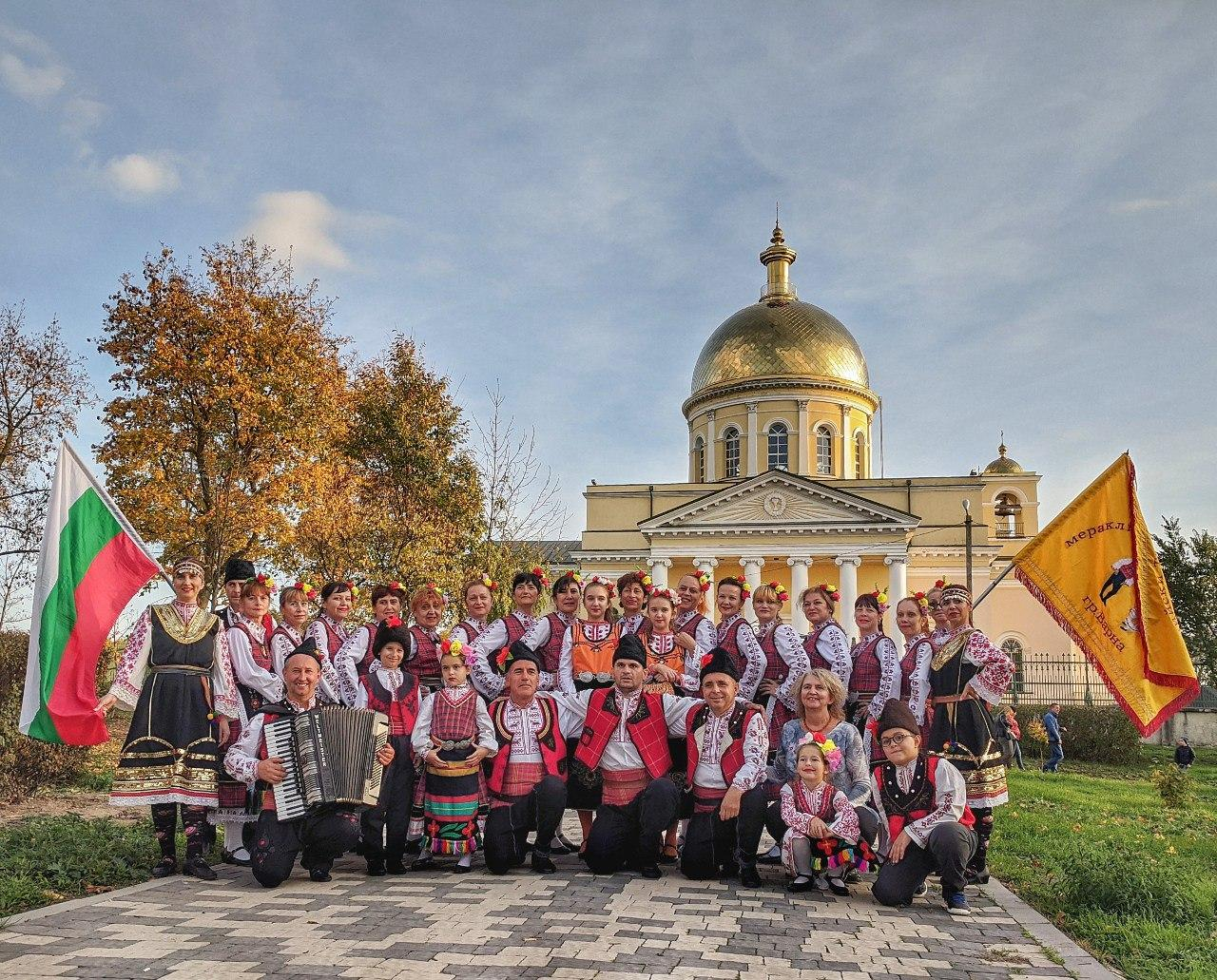
Bolgrad Wine Fest

Щорічно з 2010-го року в місті проходить винний фестиваль «Bolgrad Wine Fest», який входить до маршруту «Дороги вина та смаку Української Бессарабії».

## Цікаві факти
Для міста є характерною традиційна бессарабська спеція «мірудія», складова повсякденного раціону болгар, гагаузів, молдаван Української Бессарабії. Це суміш прянощів, основним компонентом якої є місцевий різновид сухого пажатника (Trigonélla procúmbens) з додаванням сухих петрушки, кропу, пір'я диких цибулі та часнику, імбирної м'яти («гюзум» болг.). Пропорції визначаються індивідуально відповідно традиційного
смаку. Спеція використовується як у повсякденній, так і в святковій кухні, додається до рибних та мясних страв. Традиційно скибку свіжеспеченого духмяного хлібу посипали мірудією та паприкою. Мірудія виробляється родинами для домашнього споживання, використовується на рівні з сіллю та перцем.

## Відомі містяни

### Народилися
- Агбунов Михайло Васильович (*8 серпня 1952 — †19 жовтня 2009) — український вчений болгарського походження, доктор історичних наук[17].
- Берон Богоміл (нар. 1866 — пом. 1936) — лікар.
- Баракчі Петро Миколайович (1929—2010) — молдовський радянський актор, народний артист Молдавської РСР (1967).
- Вулпе Іван (нар. 1876 — пом. 1929) — болгарський оперний співак та вокальний викладач.
- Греков Дімітор (нар. 1847 — пом. 1901) — політик.
- Дякович Борис (нар. 1868 — пом. 1937) — болгарський археолог.
- Кісов Стефан (нар. 1861 — пом. 1915) — полковник, військовий письменник.
- Кожурін Віктор Володимирович (нар. 1991 — пом. 2015) — солдат Збройних сил України, загинув у боях за Донецький аеропорт.
- Колєсніков Юрій Антонович (нар. 1922) — радянський розвідник, письменник, полковник КДБ, герой РФ.
- Максимов Микола Михайлович (нар. 1956) — командувач Північним флотом Росії.
- Миргородський Максим Вікторович (нар. 1979) — бригадний генерал ЗСУ, командувач Десантно-штурмових військ ЗСУ.
- Мединський Максим Сергійович (нар. 1989  — пом. 2022) — український журналіст, доброволець, військовослужбовець.
- Москович Вольф Абрамович (нар. 1936) — єврейський філолог-лінгвіст.
- Назломов Атанас (нар. 1863 — пом. 1934) — військовий.
- Начов Димитар (нар. близько 1850 — пом. невідомо) — болгарський лікар-гігієніст та педагог.
- Ніколаєв Данаіл (нар. 1852 — пом. 1942) — перший болгарський піхотний генерал.
- Палас Микола Дмитрович (нар. 26 травня 1980) — полковник Збройних сил України, учасник Війни на сході України.
- Порошенко Петро Олексійович (нар. 26 вересня 1965) — п'ятий президент України.
- Прусов Руслан Халилович (1977—2021) — полковник Збройних сил України, учасник російсько-української війни.
- Садаклієв Станіслав Сергійович (нар. 1989) — театральний режисер, засновник Одеського Болгарського Драматичного театру, головний режисер Черкаський академічний обласний Український музично-драматичний театр імені Т. Г. Шевченка:
- Тодоров Георгі (нар. 1858 — пом. 1934) — військовий.
- Хіньов Ігор Павлович (нар. 22 березня 1984 — пом. 21 серпня 2014) — старший солдат Збройних сил України, учасник російсько-української війни, загинув у боях за Іловайськ.
- Цимбалару Анастасія Ігорівна (нар. 10 липня 1992) — українська акторка театру та кіно[18].
- Цимбалару Анжеліка Дмитрівна (нар. 25 лютого 1966 ) — український науковець, доктор педагогічних наук,
- Янков Георгі (нар. 1859 — пом. 1920) — військовий.

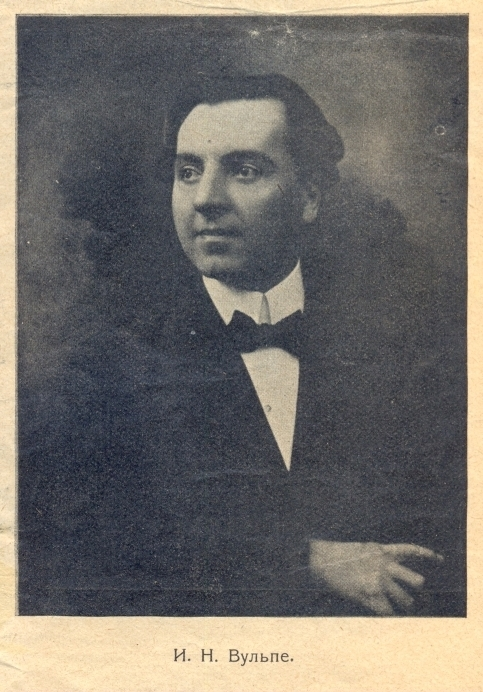
Іван Вулпе
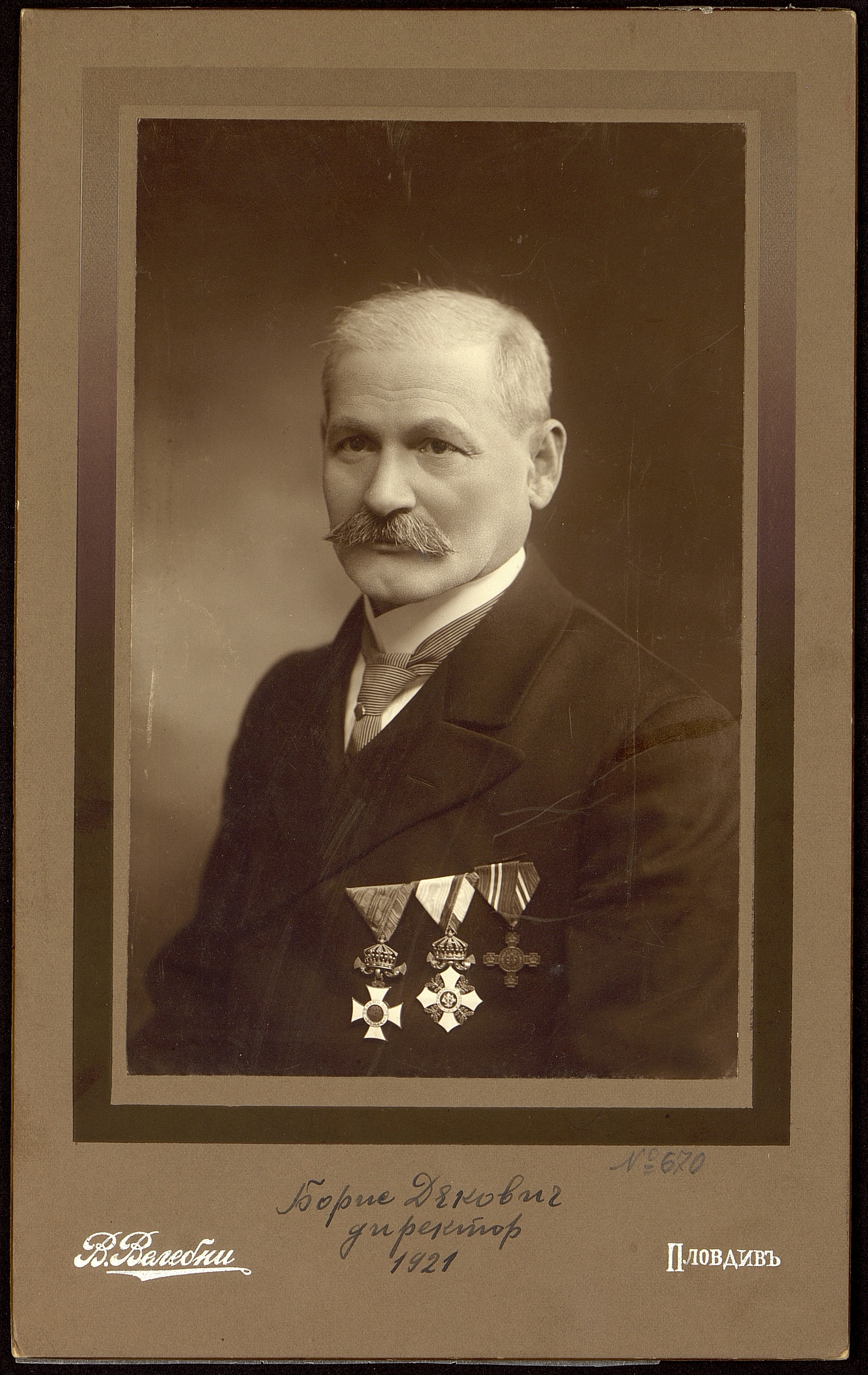
Борис Дякович

### Працювали
- Аґура Димитар (болг. Димитър Агура; нар. 26 жовтня 1849 — пом. 11 жовтня 1911) — болгарський історик, ректор Софійського університету. Вчитель міста з 1875 по 1878 роки.
- Ікономов Теодосій (нар. 1876 — пом. 1929) — болгарський просвітитель.
- Мутєв Димитар (1812—1864) — болгарський просвітник, видавець, перекладач, науковець, педагог[19].
- Островський Петро Францович (нар. 1936 — пом. 2000) — радянський військовослужбовець, спортсмен-парашутист, абсолютний чемпіон світу, заслужений майстер спорту СРСР, багаторазовий рекордсмен світу.
- Попович Васил (нар. 1833 — пом. 1897) — болгарський просвітитель, працював у місті з 1861 по 1864 роки.
- Стоянов Васил (нар. 1839 — пом. 1910) — болгарський філолог, вчитель міста з 1873 по 1879 роки.
- Сергій Михайлович Малевінський — військовий інженер, ад'ютант І. Інзова, автор генерального плану міста[20].
- Янкова Олена (Єлєна)(1825—1901) — болгарська співачка, фольклористка[21][22].

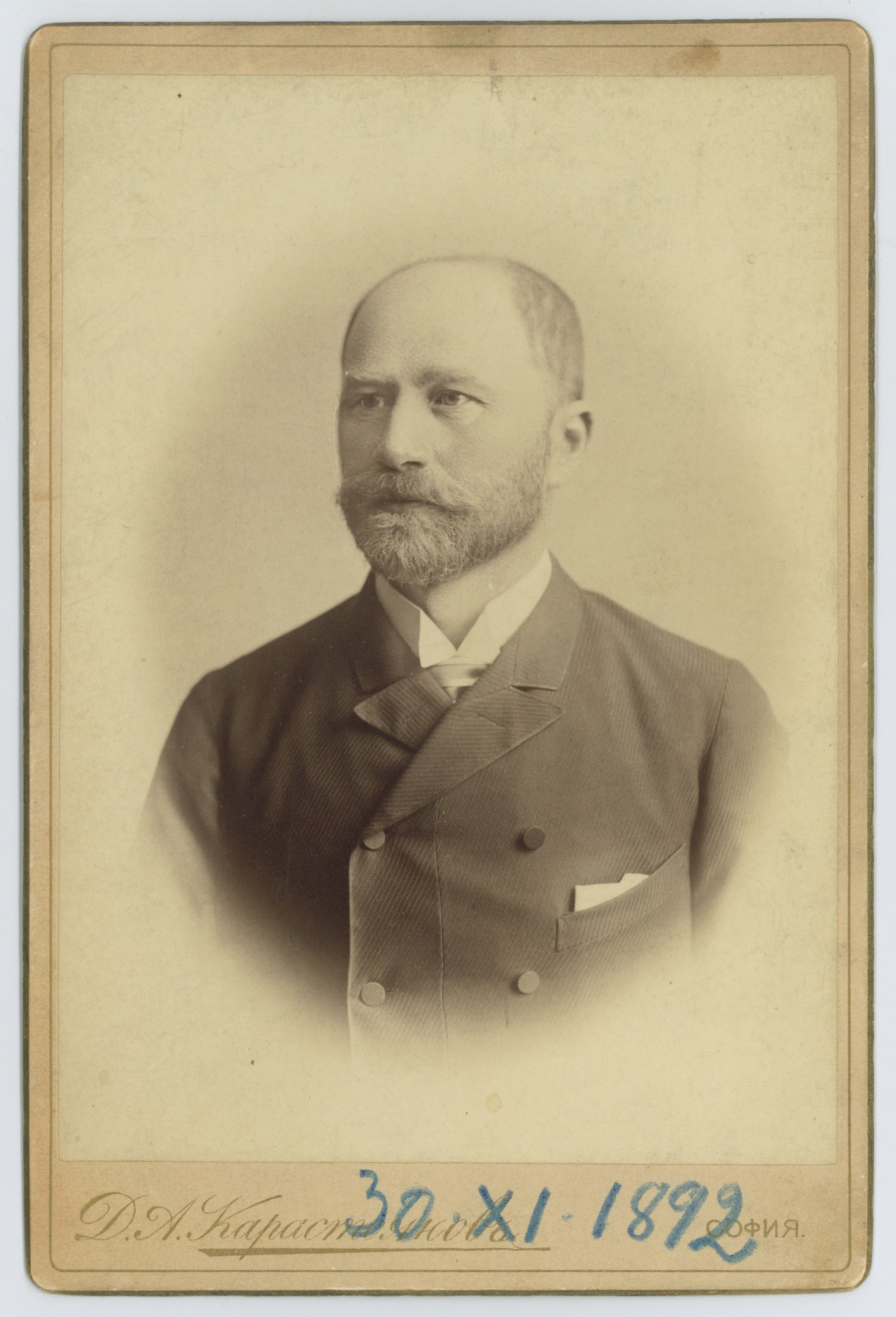
Димитар Аґура
Островський П. Ф.